# Altamont (Utah)
Pour les articles homonymes, voir Altamont (homonymie).
Altamont est une ville située dans le comté de Duchesne, dans l’Utah, aux États-Unis. Sa population s’élevait à 225 habitants lors du recensement de 2010, estimée à 255 habitants en 2016.

## Démographie
| Groupe            | Altamont | Utah | États-Unis |
| ----------------- | -------- | ---- | ---------- |
| Blancs            | 96,0     | 86,1 | 72,4       |
| Amérindiens       | 2,2      | 1,2  | 0,9        |
| Métis             | 1,3      | 2,7  | 2,9        |
| Autres            | 0,4      | 10,0 | 23,8       |
| Total             | 100      | 100  | 100        |
|                   |          |      |            |
| Latino-Américains | 1,3      | 13,0 | 16,7       |

Selon l'American Community Survey pour la période 2010-2014, 98,94 % de la population âgée de plus de 5 ans déclare parler l'anglais à la maison et 1,06 % déclare parler l'espagnol.

## Source
- (en) Cet article est partiellement ou en totalité issu de l’article de Wikipédia en anglais intitulé « Altamont, Utah » (voir la liste des auteurs).

1. ↑  (en) « Altamont, UT Population - Census 2010 and 2000 », sur censusviewer.com.
2. ↑  (en) « Population of Utah - Census 2010 and 2000 », sur censusviewer.com.
3. ↑  (en) « Language spoken at home by ability to speak english for the population 5 years and over », sur factfinder.census.gov.